# Veit Dietrich Wagner
Veit Dietrich Wagner (* 1600; † März 1668 in Altenburg) war ein kursächsischer Oberstleutnant, Beamter und Rittergutsbesitzer. Er war Amtshauptmann des kursächsischen Amtes Schwarzenberg und des Amtes Grünhain. Überregionale Bekanntheit erlangte er auch als Mitbegründer von Johanngeorgenstadt.

## Leben

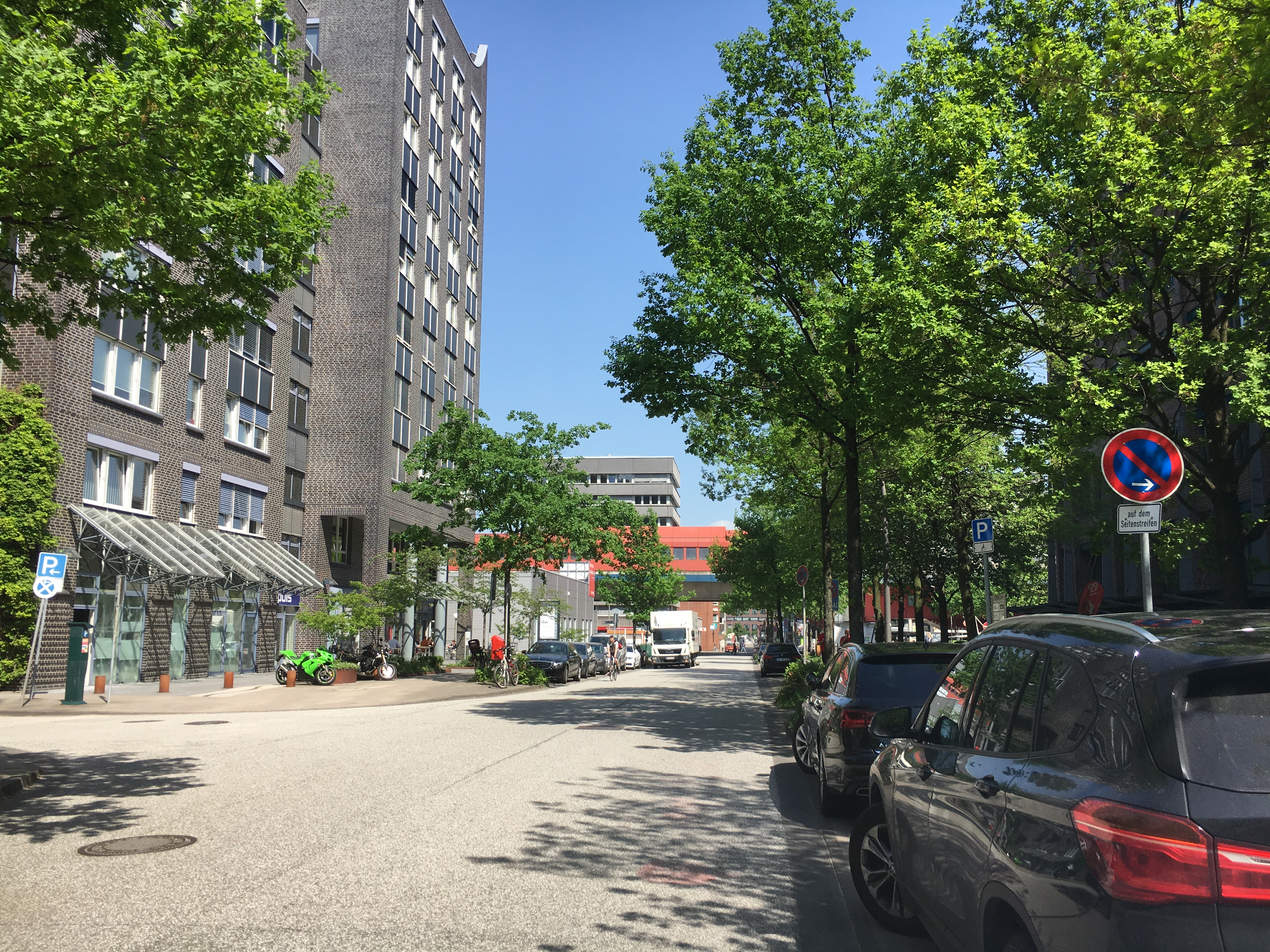
Im Besitz Wagners: das Rittergut Sachsenfeld

Unter Regierung des Kurfürsten Johann Georg I. von Sachsen stieg Veit Dietrich Wagner bis zum Oberstleutnant der Freikompanien zu Fuß auf und wurde Amtshauptmann der beiden Ämter Schwarzenberg und Grünhain im sächsischen Erzgebirge. Zeitweise war Wagner auch als Kommandant in der Stadt Zwickau eingesetzt, wo er unmittelbar die Ereignisse des Dreißigjährigen Krieges erlebte und schriftlich dokumentierte.
Er besaß das Rittergut Sachsenfeld, wo er sich u. a. einen Hirsch im Garten hielt, der zur Brunftzeit 1655 aus dem Zwinger ausbrach und im benachbarten Beierfeld einen Bauern verletzte. In dieser Zeit kam es mit dem Hammermeister Johann Rüdiger wegen des Kaufs des Hammerwerks Sachsenfeld zu längeren Auseinandersetzungen.
Das Schreiben des Kurfürsten Johann Georg I. von Sachsen, das dieser am 23. Februar/5. März 1654 in Annaburg abfasste und darin die Gründung von Johanngeorgenstadt gestattete, war an den Amtshauptmann Wagner adressiert und erreichte diesen am 2. März 1654 in Schwarzenberg. Ende Juli 1655 nahm er persönlich an der Grenzvermessung zum benachbarten Königreich Böhmen teil.
Wagner starb Anfang März 1668 auf Schloss Altenburg, nachdem er einige Tage zuvor während der Teilnahme an der Beisetzung einer verstorbenen Prinzessin vom Schlag getroffen worden war. Er wurde am 8. März 1668 in der Brüderkirche in Altenburg beigesetzt.